# 피에르-로랑 에마르

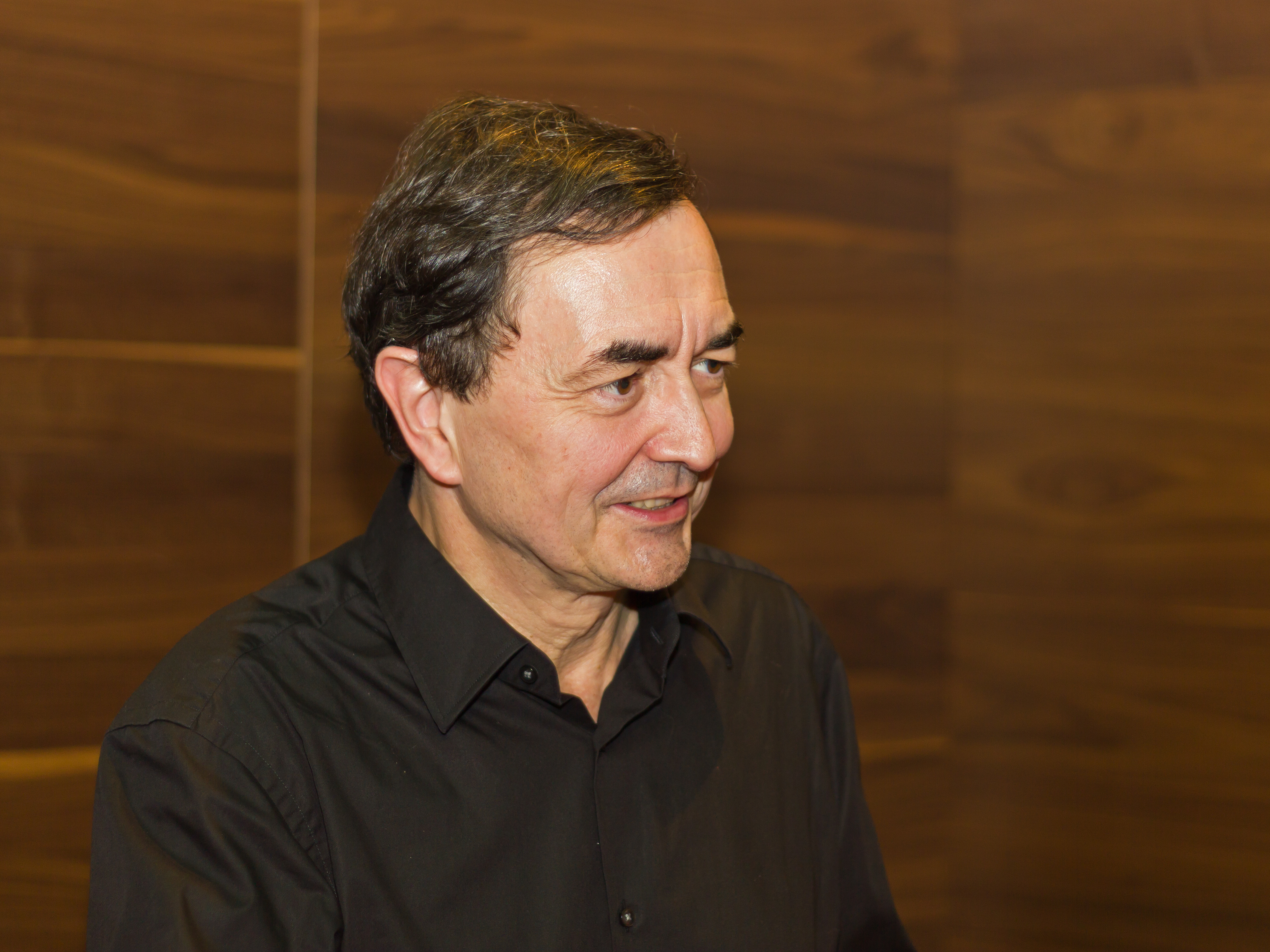

피에르 로랑 에마르(Pierre-Laurent Aimard, 1957년 9월 9일 ~ )는 프랑스의 피아니스트이다.
에마르는 리옹에서 태어나 음악원에 입학했다. 나중에 그는 이본 로리오와 마리아 쿠르시오에게 배웠다.
1973년, 그는 파리 음악원의 실내악 상을 받았다. 같은 해, 그는 올리비에 메시앙 국제 콩쿠르에서 1등을 하였다. 1977년 피에르 불레즈의 초청으로 앙상블 인터콘템포랭의 창립 단원이 되었다. 그는 20세의 나이에 시카고 심포니 오케스트라에서 올리비에 메시앙의 투랑갈렐라-심포니에서 피아노 독주 파트를 연주하며 미국 데뷔를 했다.
에마르는 특히 현대 음악에 헌신적이다. 그의 가장 주목할 만한 음반 중 하나는 리게티의 피아노 에튀드의 처음 두 권이다.
에마르는 카네기 홀의 2006~2007년 콘서트 시즌에 "페르스피젼스" 아티스트 중 한 명이었고, 그곳에서 자신만의 콘서트를 기획했다.2007년부터 2009년까지 두 시즌 동안 클리블랜드 오케스트라에서 상주 예술가로 활동했다. 2007년 에마르는 오자이 뮤직 페스티벌의 음악 감독이었다.
에마르는 현대 음악 외에도 아르농쿠르의 초청으로 니콜라우스 아르농쿠르, 유럽 실내 오케스트라와 함께 베토벤 피아노 협주곡 5곡을 녹음했다. 에마르는 소니 클래식과 텔덱 레이블에서 녹음했다. 2007년 8월, 그는 도이체 그라모폰과 새로운 음반 계약을 맺었다.
에마르는 지휘에 대한 그의 관심과 재능을 다음과 같이 특징지었지만, 최근에 음악 활동을 지휘로 확장했다.
2009년, 에마르는 영국 알데부르크 페스티벌의 예술감독이 되었다. 에마르는 영국 왕립 음악원의 초빙 교수이자 명예 회원이다.
2017년 에마르는 펜타톤 레이블과 계약했다.이 협연 아래, 에마르는 메시앙의 '새의 카탈로그'를 시작으로 3세기에 걸쳐 바흐에서 쿠르탁에 이르는 그의 레퍼토리의 주요 작품들을 녹음하고자 한다.